# Vermicelli
Vermicelli (Italiaans voor "kleine wormen") is een type pasta dat in Italië iets dikker maar in Nederland iets dunner is dan spaghetti.
De eerste vermelding van het recept voor vermicelli was in het boek De arte coquinaria per vermicelli e maccaroni siciliani (De kunst van het koken van Siciliaanse macaroni en vermicelli) van de beroemde 15e-eeuwse Maestro Martino da Como.
In Nederland wordt vermicelli hoofdzakelijk als krulvermicelli gebruikt in soep. Deze wordt naar aflopende diameter onderverdeeld in grof, middel en fijn. Daarnaast bestaat er ook figuur- en lettervermicelli.
Het bedrijf Honig is de grootste producent. Dit bedrijf heeft in 2012 zijn productie van vermicelli overgebracht naar België. Problemen met de productie daar leidden in juni 2012 tot een tekort aan vermicelli in de Nederlandse winkels.